# Cotulades
Cotulades is een geslacht van kevers uit de familie somberkevers (Zopheridae).

## Soorten
Deze lijst is mogelijk niet compleet.
- C. abnormis
- C. alpicola
- C. leucospila
- C. montanus
- C. pilosus
- C. squamosus
- C. tenuis
- C. tuberculatus